# Kloster Sielmönken

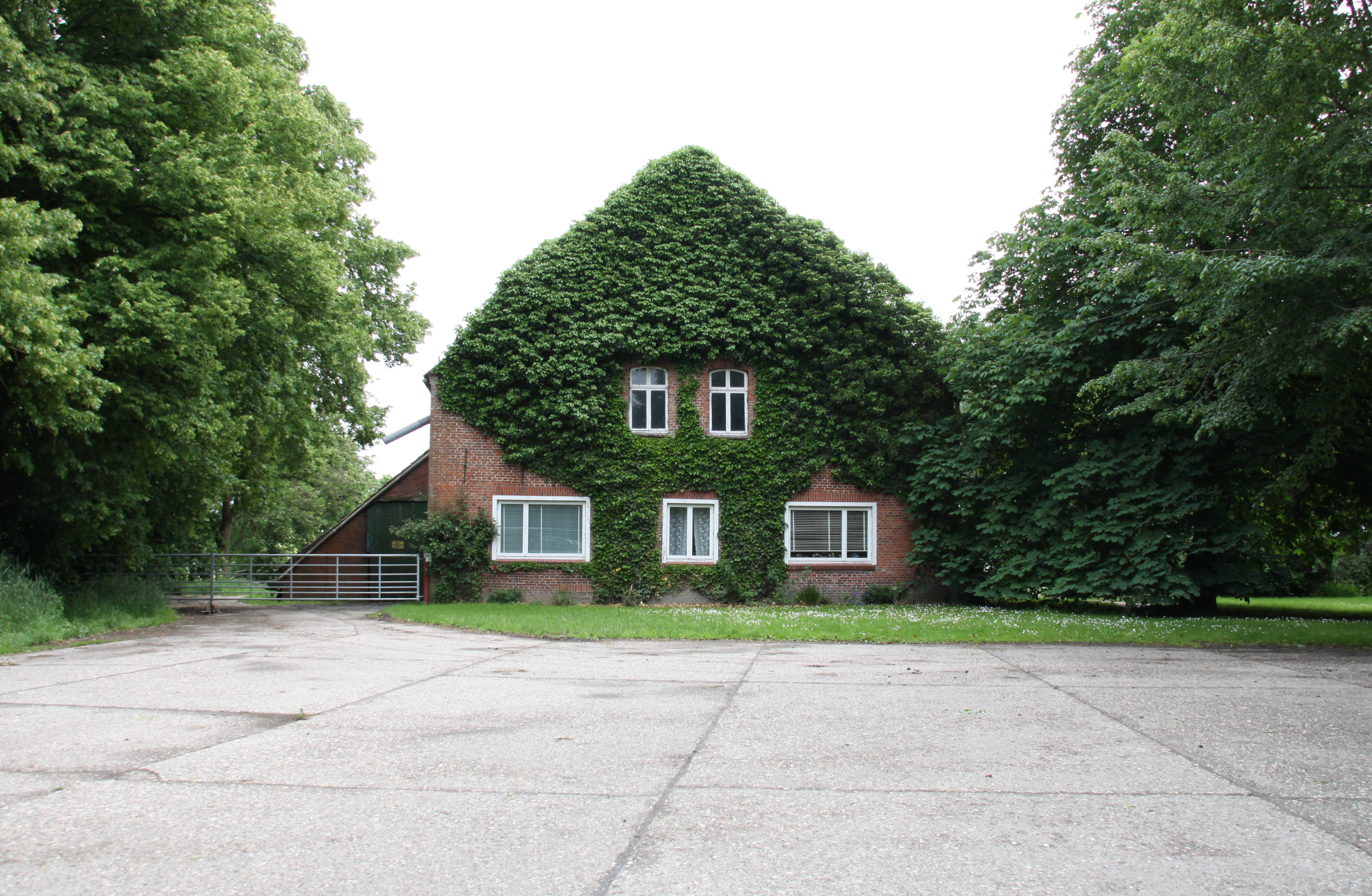
Gehöft in Kloster Sielmönken

Kloster Sielmönken war ein zunächst dem Heiligen Martin und in den letzten Jahren seines Bestehens Maria geweihtes Kloster zwischen Uttum und Freepsum etwa zehn Kilometer nordwestlich von Emden in Ostfriesland.

## Geschichte
Das genaue Gründungsdatum des Klosters ist unbekannt. Möglicherweise gehörte Sielmönken (auch: Silo) mit anderen Niederlassungen des Benediktinerordens zu einem Klosterverband, der auf den Heiligen Hatebrand († 1198) zurückgeht. Er war Abt des Klosters Feldwirth bei Appingedam, welches als Mutterkloster der ostfriesischen Benediktinerklöster gilt. Sielmönken war, wie die anderen frühen Niederlassungen des Ordens in Ostfriesland, ein Doppelkloster. Auch wenn männliche Insassen nicht belegt sind, wird dies aus dem Namen der Abtei geschlossen.
Bereits 1255 tritt der Abt bei einer Beurkundung auf, so dass die Gründung vor diesem Jahr erfolgt sein muss. Erster Sitz der Benediktinerniederlassung war möglicherweise Freepsum, denn in der Urkunde ist von einem abbas de Frebestum die Rede, im Siegel aber in der Umschrift vom SIGIL(UM) […]ERBRANDI [AB]BATIS DE SILO gesprochen. Die weitere Überlieferung beschränkt sich bis zur Mitte des 15. Jahrhunderts auf die Nennung einiger Äbte.
Im Jahr 1444 wurde das Kloster umstrukturiert, die Nonnen wurden auf Kloster Marienthal in Norden und Kloster Thedinga bei Leer aufgeteilt. Mönche werden in diesem Zusammenhang nicht genannt.
In Sielmönken siedelten fortan Augustinermönche. Die Initiative für die Umwandlung ging vom Kloster Marienkamp aus, das kurz zuvor ebenfalls an die Augustiner übergeben worden war. Marienkamp hatte dabei die Unterstützung des späteren Grafen Ulrich I., der bei den Schutzherren von Sielmönken, den Häuptlingen Wiard von Uphusen und Siebrand von Eilsum, die Erlaubnis zu diesem Schritt einholte. 1540 bestätigte der Papst die Umwandlung.
In der Folgezeit gewann Sielmönken an Ansehen, was durch reiche Schenkungen von Häuptlingen und Privatpersonen belegt ist. So überließ beispielsweise Häuptling Keno von Loquard den Insassen ein Vorwerk in Logum. Großen Anteil hatte der Konvent auch an der Entwässerung der Region. Vermutlich unterhielt es ein Siel am Klosterstandort und war an einem weiteren in Hinte beteiligt.
Um etwa 1490 begann der Neubau einer Klosterkirche, die 1505 geweiht wurde. Zum Besitz des Klosters gehörte zeitweise auch das Freepsumer Meer. Während der Geldrischen Fehde beraubte und zerstörte Balthasar von Esens das Kloster 1531. Danach wurde es aber wohl teilweise wieder aufgebaut.
Wann die Aufhebung des Klosters erfolgte, ist nicht genau bekannt. 1556 wird letztmals ein Prior genannt. Der Abbruch der Klostergebäude begann wohl um 1560. Aus diesem Jahr datieren auch die letzten Nachrichten aus dem Kloster. Zum Teil blieben die Gebäude bis ins 19. Jahrhundert erhalten.
Auf der heutigen ehemaligen Kloster-Warft befindet sich seit langem ein bäuerliches Gehöft. Archäologisch sind im Bereich der Wurt verschiedene Funde bezeugt, wie Backsteine und Formsteine, aber auch gewöhnliche Gebrauchsgüter wie Keramik oder beinerne Spinnwirtel. Nördlich davon wurden bei Erdarbeiten ein Schlüssel aus Bronze, der im Schild eine Tierdarstellung mit zurückgewendetem Kopf zeigt, sowie eine Nadel aus demselben Material entdeckt. Sie ist ebenfalls mit einem Tierkopf verziert, aus dessen Maul ein Volutenkranz ragt, an dem beidseitig je drei Blechkegel an Ösen hängen. Bisher ist unklar, ob diese Fundstücke aus Gräbern stammen oder auf andere Weise in den Boden gelangten.
Die von Arent van Wou 1508 gefertigte Glocke der Klosterkirche befindet sich heute in der Kirche von Canhusen. Die Orgel der Klosterkirche soll nach der Reformation in die Uttumer Kirche verbracht worden sein.
Das Klostergebäude diente im 17. Jahrhundert zeitweise Uko Walles und seiner Familie als Wohnhaus. Uko Walles war ein aus Groningen stammender Täufer, der mit den Ukowallisten eine für kurze Zeit bestehende separate Gruppierung innerhalb der niederländisch-norddeutschen Täuferbewegung etablieren konnte.
Mitte des 19. Jahrhunderts war Sielmönken Wohnsitz der Familie Reemtsma. Johann Bernhard Reemtsma, der Gründer der Zigarettenfabrik Reemtsma, ist hier geboren.

## Wirtschaftstätigkeit
Nach Angaben des Chronisten Ubbo Emmius war Sielmönken das reichste und schönste Kloster des Emsigerlandes. Es unterhielt Vorwerke in Koldewehr (erstmals 1452 genannt) und Loquard (ab 1494). Das Kloster war möglicherweise an mehreren Sielen beteiligt und unterhielt eine Mühle (erstmals 1452 genannt), die sich vermutlich in unmittelbarer Nähe der Klosteranlagen befand. 1491 besaß Sielmönken eine Ziegelei.